# 慾海肥花
慾海肥花是香港90年代初期一則媒體事件。

## 經過
事件大約發生於1993至1994年間。當時，新界有一名被稱為「肥花」的胖婦人梁秀英乘搭的士時故意不付款，寧願「車債肉償」，與的士司機行房代替繳付車費，完事後又訛稱被司機強暴。後來梁秀英被控浪費警力並被罰2,000元。
1994年11月14日，肥花受TVB及亞洲電視訪問，向記者表明自己挑逗計程車司機的經歷，又訪問她的未婚夫。後來肥花表示在訪問時有從電視台獲得金錢。
值得一提的是，當肥花接受記者採訪時，曾當眾向TVB娛樂資訊節目城市追擊主持人安德尊求婚，和在安德尊某影迷聚會時強吻古天樂，一度轟動全港。

## 資料來源
1. ↑  李少南. 李少南 , 编.  第二版. 香港: 中文大學出版社. 2015年: 5頁  [2018-03-23]. ISBN 978-962-996-668-3.
2. 1 2  . 香港蘋果日報. 2012-10-20  [2018-03-23]. （原始内容存档于2018-03-24）.
3. ↑  . 香港蘋果日報. 2007-03-13  [2018-03-23]. （原始内容存档于2018-03-23）.